# Галицьке (Полтавська область)
Галицьке — колишнє село на Полтавщині, затоплене водами Кременчуцького водосховища в 1959 році.
Нині на місці колишнього села знаходиться острів Галицький.

## З історії
Є на мапі 1224 року.
Виникло наприкінці XVII ст. понад р. Сулою на її лівому березі південніше с. Липового. Засновником був охочекомонний полковник Ілля Федорович Новицький.
За козаччини Галицьке входило до Чигирин-Дібровської та пізніше Жовнинської сотні Лубенського полку.
На 1779 рок мало церкву Різдва Христового
За описом 1787 року в селі проживало 412 душ. Було у володінні колезького асесора Семена Магденка і бунчукового товариша Осипа Лисенка жінки Марії.
Село є на мапі 1787 року.
У радянський період, станом на 1946 рік Галицьке мало власну сільську Раду у складі Градизького району Полтавської області.